# 8398 Rubbia
8398 Rubbia eller 1993 XY är en asteroid i huvudbältet som upptäcktes den 12 december 1993 av Farra d'Isonzo-observatoriet i Farra d'Isonzo. Den är uppkallad efter den italienska nobelpristagaren i fysik, Carlo Rubbia.